# Ти и ја
Ти и ја је први албум Здравка Чолића. Издат је 1975. године. Издавачка кућа је Југотон а продуцент је Корнелије Ковач.

## Позадина
Након певања у Амбасадорима и Корни групи, Чолић се окренуо соло каријери. На фестивалу ВШС 1972. године је извео песму Синоћ ниси била ту. Оно што је занимљиво да је ту песму одбила Јосипа Лисац. Исте године је учествовао на сплитском фестивалу забавне музике.
У периоду 1973—1975. је издао неколико сингл плоча, укључујући и сингл Она спава.

## Албум
На овом албуму су поред Корнелија Ковача учествовали Арсен Дедић, Горан Бреговић и бивши чланови Корни групе.
На ВШС 1975. године је учествовао песмом Звао сам је Емили.

## Песме
01. Вагабунд
Музика: Корнелије Ковач
Текст: Корнелије Ковач
Аранжман: Корнелије Ковач
02. Лоше вино
Музика: Горан Бреговић
Текст: Арсен Дедић
Аранжман: Горан Бреговић
03. Останимо пријатељи
Музика: Корнелије Ковач
Текст: Мирјана Илић
Аранжман: Корнелије Ковач
04. А сад сам ја на реду
Музика: Корнелије Ковач
Текст: Корнелије Ковач
Аранжман: Корнелије Ковач
05. Љубав је љубав
Музика: Кемал Монтено
Текст: Кемал Монтено
Аранжман: Стипица Калогјера
06. Звао сам је Емили
Музика: Корнелије Ковач
Текст: Корнелије Ковач
Аранжман: Корнелије Ковач
07. Ти си свијетло ја сам тама
Музика: Арсен Дедић
Текст: Арсен Дедић
Аранжман: Арсен Дедић
08. Живот је лијеп, Хелен Мари (изворно: Život je lijep Helene Marie)
Музика: Корнелије Ковач
Текст: Корнелије Ковач
Аранжман: Корнелије Ковач
09. Послије раскоши и сјаја
Музика: Корнелије Ковач
Текст: Споменка Ковач
Аранжман: Корнелије Ковач
10. Играш се ватром
Музика: Горан Бреговић
Текст: Горан Бреговић
Аранжман: Горан Бреговић
Извор:

## Наслеђе
Наредне године, Бијело дугме је препевало песму Лоше вино. Уводни део песме Звао сам је Емили је искоришћен за радио емисију Југотон експрес.
Осим Бијелог дугмета, Лоше вино су препевали Масимо Савић и група Трио гушт.

## Обраде
Звао сам је Емили - Ја немам снаге за то (Вана)